# ウラル川
ウラル川（ウラルがわ、ロシア語: Урал、カザフ語: Жайық、バシキール語:Яйыҡ）は、ロシア連邦とカザフスタン共和国を流れる河川である。全長2,428kmで、ヨーロッパでは、ヴォルガ川、ドナウ川に次ぐ第3位。

## 名称
プガチョフの乱以前はロシア語名もヤイク川（ロシア語: Яик）だったが、1775年にロシア語名だけがウラル川に変更された。現在でも他の言語ではヤイク川（バシキール語: Яйыҡ、カザフ語: Жайық）となっている。

## 概要

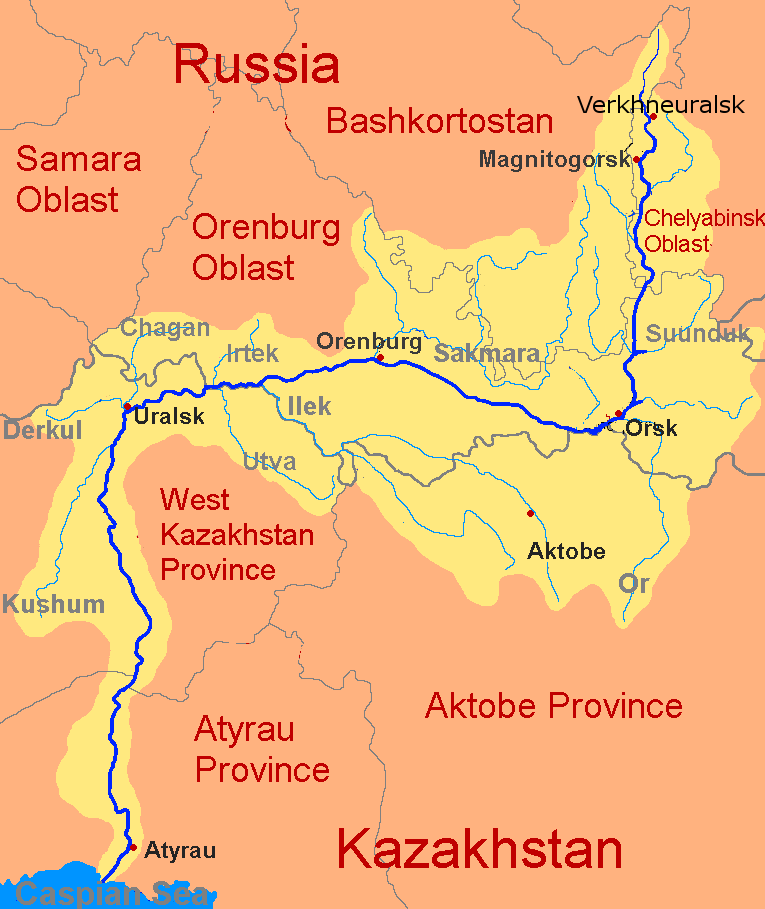
ウラル川

伝統的にヨーロッパとアジアの境界の一部を形成する川である。
ウラル山脈東部を源流としマグニトゴルスクを経て南に流れる。ウラル山脈南部を回って、オルスクで南に流れるウラル川と南東から来るオリ川（露: Орь）とが合流し、ウラル川は西に流れを転じる。オレンブルクでサクマラ川が合流しカザフスタンに入る。オラルでまた流れを南に転じ、アティラウ近くの三角州でカスピ海に流れ込む。
三角州一帯はコブハクチョウ、マガモ、シマアジなどの渡り鳥の渡来地で、ウラル川はオオチョウザメなどの多くのチョウザメ類の産卵場である。2009年にラムサール条約登録地となった。